# Dąb wielkoowocowy
Dąb wielkoowocowy, dąb wielkolistny (Quercus macrocarpa Michx.) – gatunek roślin z rodziny bukowatych (Fagaceae Dumort.). Występuje naturalnie w Kanadzie oraz Stanach Zjednoczonych. Dąb wielkoowocowy jest drzewem stanowym stanu Iowa. Czasami bywa mylony z Quercus lyrata i dębem białym. 

## Rozmieszczenie geograficzne
Rośnie naturalnie w Kanadzie i Stanach Zjednoczonych. W Kanadzie został zaobserwowany w prowincjach Alberta, Manitoba, Nowy Brunszwik, Ontario, Quebec i Saskatchewan. W Stanach Zjednoczonych występuje w Alabamie, Arkansas, Connecticut, Dystrykcie Kolumbii, Delaware, Iowa, Illinois, Indianie, Kansas, Kentucky, Luizjanie, Massachusetts, Marylandzie, Maine, Michigan, Minnesocie, Missouri, Missisipi, Montanie, Karolinie Północnej, Dakocie Północnej, Nebrasce, New Hampshire, New Jersey, Nowym Meksyku, stanie Nowy Jork, Ohio, Oklahomie, Pensylwanii, Rhode Island, Dakocie Południowej, Tennessee, Teksasie, Wirginii, Vermoncie, Wisconsin, Wirginii Zachodniej oraz Wyoming). 

## Morfologia

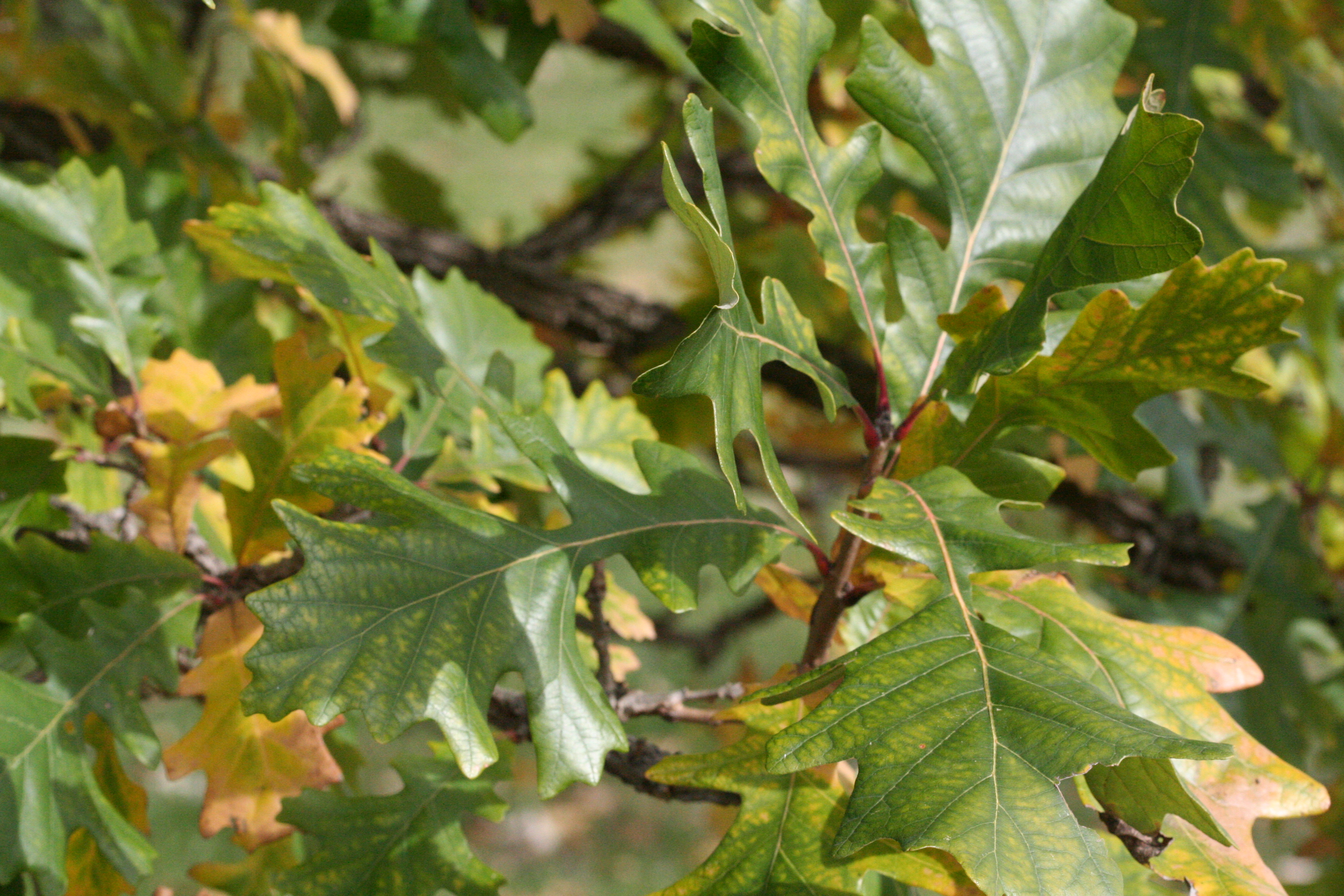
Liście

PokrójZrzucające liście drzewo dorastające do 30 m wysokości. Jest jednym z najbardziej masywnych drzew ze średnicą pnia dochodząca do 3 m. Kora jest łuszcząca się i ma ciemnoszarą barwę.
LiścieBlaszka liściowa ma kształt od odwrotnie jajowatego do eliptycznego. Mierzy 7–15 cm długości oraz 5–13 cm szerokości, jest mniej lub bardziej klapowana na brzegu, ma nasadę od zaokrąglonej do klinowej. Ogonek liściowy jest nagi i ma 15–25 mm długości.
KwiatyZielono-żółte bazie kwitnące wiosną.
OwoceOrzechy zwane żołędziami o kształcie od elipsoidalnie jajowatego do podługowatego, dorastają do 25–50 mm długości i 20–40 mm średnicy. Osadzone są pojedynczo w miseczkach o półkulistym kształcie, które mierzą 15–50 mm długości i 20–60 mm średnicy. Orzechy otulone są w miseczkach do 50–80% ich długości. Często występują frędzle dookoła miseczki.

## Biologia i ekologia
Rośnie w widnych lasach oraz na łąkach. Występuje na wysokości do 1000 m n.p.m. Jako drzewo jest stosunkowo odporny na ogień. Z tego względu był jednym z głównych gatunków prawie już nieistniejących sawann dębowych, których egzystencja jako zbiorowiska roślinnego była uwarunkowana wybuchającymi co pewien czas pożarami.

## Zmienność
W obrębie tego gatunku wyróżniono jedną odmianę:
- Quercus macrocarpa var. depressa (Nutt.) Engelm.

## Zagrożenia i ochrona
Kategoria zagrożenia według Czerwonej księgi gatunków zagrożonych: LC (least concern, najmniejszej troski). 

## Zastosowanie
Ze względu na pozbawione taniny żołędzie, ceniony był w sztuce kulinarnej jako nadający się do spożycia na surowo. Niektóre plemiona Indian używały tego gatunku w medycynie tradycyjnej.